# 白馬毅
白馬 毅（はくば たけし、1983年5月5日 - ）は、モンゴル国ウランバートル市（出生地はトゥブ県）出身で陸奥部屋（入門時は立田川部屋）に所属した元大相撲力士。本名はアリオンバヤル・ウヌルジャラガラ（モンゴル語キリル文字表記：Ариунбаярын Өнөржаргал、ラテン文字転写：Ariunbayar Unurjargal）。身長186cm、体重127kg、血液型O型。得意手は左四つ、寄り、投げ。最高位は東小結（2010年7月場所）。2011年4月、大相撲八百長問題にて引退勧告処分を受け、引退した。

## 来歴
1998年12月に見習い生として陸奥部屋に入る。1999年末に外国人枠の影響で同じ時津風一門の立田川部屋に入門し、2000年1月場所において初土俵を踏む。同年9月21日に元関脇・青ノ里の立田川親方が停年で部屋を閉鎖したため、立田川部屋の他の所属力士と共に陸奥部屋へと移籍した。
2001年1月場所では7戦全勝で序二段優勝を果たす。新生・陸奥部屋としては初の優勝力士となった。三段目で足踏みしたものの、2003年1月場所に幕下へ昇進。小兵のため幕下中位で2年以上苦労したが、2006年に入ると幕下上位に定着し、同年11月場所には自己最高位の東幕下2枚目の位置で7戦全勝の成績を挙げて幕下優勝を果たし、翌2007年1月場所において新十両へと昇進した。
その2007年1月場所と続く3月場所でも勝ち越しを果たし、翌5月場所では負け越したものの続く7月場所では勝ち越した。しかし、7月場所と同年9月場所の間に行われた夏巡業の間に右膝を痛めてしまい、同年夏に右膝を手術した（そのため、右膝の半月板は現在では8割方欠落している状態である）。場所前に全く稽古ができない状況で迎えた同年9月場所では、前半は5連敗を喫したものの、途中から盛り返して8勝7敗と勝ち越した。翌11月場所では5勝10敗と大敗したものの、続く2008年3月場所では西十両3枚目で8勝7敗の成績を挙げ、翌5月場所において新入幕を果たした。
新入幕で迎えた2008年5月場所では西前頭16枚目の位置で4勝11敗と大敗し、1場所で十両へ陥落した。その後、2010年1月場所で10場所ぶりに再入幕を果たし、その場所で9勝6敗と幕内で初の勝ち越しを果たした。自身最高位の東前頭9枚目に上がった翌3月場所では、千秋楽に8勝目を挙げて勝ち越しを決めた。なお、9日目には高見盛を小褄取りで倒している。西前頭5枚目へ番付を上げた翌5月場所では、10日目に勝ち越し、2大関（日馬富士・琴欧洲）を初顔で破る活躍を見せ、10勝5敗という幕内で自身初めてとなる二桁勝利を挙げた。
翌7月場所で新三役となる東小結へと昇進するものの、横綱・大関（途中休場した魁皇を除く）陣に対して1勝もできず、その場所では4勝11敗と大きく負け越した。同場所の10日目にウランバートルにいる父親が急死したという訃報を受けて、千秋楽の翌日にモンゴルに帰国した。
2011年に発覚した大相撲八百長問題では、特別調査委員会から八百長に関与した人物として名前が挙がり、同年4月1日に開かれた日本相撲協会臨時理事会の結果、日本相撲協会から引退勧告を受けた。同様の処分を受けた他のモンゴル人力士や白鵬らと話し合った結果、引退届を提出し受理された。自身は引退に際して「僕は八百長はしていない。騒がせて申し訳ない。僕がやめることでこの問題が良くなり、日本の文化である相撲が良くなるのならば犠牲になっても構わない。日本の文化を愛していきます」と語った。同年4月7日に保志光と共にスーツ姿で日本相撲協会を訪れて最後の挨拶を行い、同年4月9日にモンゴルに帰国した。同年6月18日に、東京都内のホテルで自身の断髪式と結婚披露宴を同時に行った。
八百長疑惑について、2021年の日刊ゲンダイの取材に対し「疑惑どころか、僕は一切、八百長なんてやってないし関わってもいない。」とし、「あれは、相撲協会に無理やり辞めさせられた、と思っています」と語っていた。
引退後、母親のエンフトヤが2008年6月から両国で経営していたモンゴル料理店「ウランバートル」を継ぎ、2023年現在、同店のオーナーシェフとなっている。

## 人物・エピソード
- 入門のきっかけは日本に住んでいた叔母（父親の姉）から「力士になってみない？」と言われたことと、元々叔母の知り合いが前・立田川親方と友人関係で、「体の大きな少年がいる」と誘われたことによる[10]。「日本に対する憧れと、飛行機に乗ってみたい」という軽い気持ちで決意したが、「まさか入門するとは思わなかった」という。中学卒業後の1998年12月に来日。すぐに陸奥部屋に入門予定だったが、所属していた星誕期の日本帰化がなかなか実現できなかったため、1年間稽古を積みながら部屋で生活していた[11]。この1年間は3ヶ月のビザが切れると10日間帰国するという日々を過ごしていたが、「辞めても帰るところがない」と辛抱を続けていた[12]。
- 多くのモンゴル人力士とは異なり、モンゴル相撲の経験はなく、ごく普通の家庭で育った。親戚にもモンゴル相撲の力士はいなかった。入門以前のスポーツ歴は遊びでバスケットボールと柔道を2週間ほどやった程度。また、大相撲もたまにテレビで見る程度で、相撲や力士に対する強い憧れもなかった。
- 「白馬」という四股名は名古屋市在住で現在は故人の陸奥部屋の後援者が、「モンゴルと言えば“馬”、それと“白星”」ということにちなんで名付けた。同じ名前ということで長野県白馬村では後援会が作られた[13]。
- 2008年10月に結婚し、2009年11月3日に長女が誕生したことを2010年に公表した[14][15]。2021年現在は2男2女の父親となっている。夫人は同じモンゴル出身の時天空の妹にあたる[7]。
- 2017年の時天空の葬儀では時天空の遺影を運んでいる姿が伝えられた[16]。

## 主な成績

### 通算成績
- 通算成績：347勝303敗12休 勝率.534
- 幕内成績：55勝65敗 勝率.458
- 現役在位：67場所
- 幕内在位：8場所

### 各段優勝
- 幕下優勝：1回（2006年11月場所）
- 序二段優勝：1回（2001年1月場所）

### 場所別成績
| | 一月場所 初場所（東京） | 三月場所 春場所（大阪） | 五月場所 夏場所（東京） | 七月場所 名古屋場所（愛知） | 九月場所 秋場所（東京） | 十一月場所 九州場所（福岡） |
| --- | ----------------------- | ----------------------- | ----------------------- | --------------------------- | ----------------------- | --------------------------- |
| 2000年 （平成12年） | （前相撲）              | 西序ノ口35枚目 4–3      | 東序二段130枚目 5–2     | 東序二段80枚目 5–2          | 東序二段37枚目 1–1–5    | 東序二段72枚目 休場 0–0–7   |
| 2001年 （平成13年） | 東序二段72枚目 優勝 7–0 | 西三段目68枚目 4–3      | 西三段目50枚目 4–3      | 東三段目34枚目 3–4          | 西三段目51枚目 4–3      | 西三段目40枚目 4–3          |
| 2002年 （平成14年） | 西三段目27枚目 4–3      | 東三段目14枚目 2–5      | 西三段目40枚目 4–3      | 東三段目26枚目 2–5          | 東三段目51枚目 6–1      | 西三段目筆頭 5–2            |
| 2003年 （平成15年） | 西幕下40枚目 4–3        | 東幕下32枚目 4–3        | 西幕下26枚目 3–4        | 西幕下33枚目 3–4            | 東幕下41枚目 3–4        | 西幕下52枚目 5–2            |
| 2004年 （平成16年） | 東幕下29枚目 4–3        | 西幕下21枚目 3–4        | 西幕下31枚目 3–4        | 西幕下38枚目 4–3            | 西幕下31枚目 2–5        | 西幕下45枚目 5–2            |
| 2005年 （平成17年） | 東幕下30枚目 3–4        | 東幕下40枚目 5–2        | 東幕下29枚目 3–4        | 西幕下35枚目 3–4            | 西幕下46枚目 3–4        | 西幕下53枚目 6–1            |
| 2006年 （平成18年） | 西幕下24枚目 6–1        | 西幕下9枚目 6–1         | 西幕下2枚目 3–4         | 西幕下6枚目 5–2             | 西幕下2枚目 4–3         | 東幕下2枚目 優勝 7–0        |
| 2007年 （平成19年） | 東十両11枚目 8–7        | 西十両10枚目 8–7        | 東十両8枚目 7–8         | 西十両8枚目 8–7             | 西十両3枚目 8–7         | 西十両2枚目 5–10            |
| 2008年 （平成20年） | 西十両8枚目 11–4        | 西十両3枚目 8–7         | 西前頭16枚目 4–11       | 西十両5枚目 5–10            | 東十両11枚目 7–8        | 西十両12枚目 7–8            |
| 2009年 （平成21年） | 東十両14枚目 11–4       | 東十両4枚目 6–9         | 西十両7枚目 8–7         | 西十両3枚目 7–8             | 東十両5枚目 9–6         | 西十両筆頭 8–7              |
| 2010年 （平成22年） | 西前頭14枚目 9–6        | 東前頭9枚目 8–7         | 西前頭5枚目 10–5        | 東小結 4–11                 | 西前頭5枚目 8–7         | 東前頭4枚目 4–11            |
| 2011年 （平成23年） | 西前頭10枚目 8–7        | 八百長問題 により中止   | 東前頭7枚目 引退 –      | x                           | x                       | x                           |
| 各欄の数字は、「勝ち-負け-休場」を示す。 優勝 引退 休場 十両 幕下 三賞：敢=敢闘賞、殊=殊勲賞、技=技能賞 その他：★=金星 番付階級：幕内 - 十両 - 幕下 - 三段目 - 序二段 - 序ノ口 幕内序列：横綱 - 大関 - 関脇 - 小結 - 前頭（「#数字」は各位内の序列） |                         |                         |                         |                             |                         |                             |

引退時の番付は2月28日発表の順席による。

### 幕内対戦成績
| 力士名   | 勝数 | 負数 | 力士名 | 勝数 | 負数 | 力士名   | 勝数 | 負数 | 力士名   | 勝数 | 負数 |
| -------- | ---- | ---- | ------ | ---- | ---- | -------- | ---- | ---- | -------- | ---- | ---- |
| 朝赤龍   | 1    | 2    | 安美錦 | 0    | 3    | 阿覧     | 1    | 3    | 岩木山   | 1    | 2    |
| 隠岐の海 | 0    | 2    | 魁皇   | 0    | 1    | 臥牙丸   | 0    | 1    | 垣添     | 3    | 0    |
| 鶴竜     | 0    | 1    | 春日王 | 1    | 0    | 稀勢の里 | 0    | 2    | 北太樹   | 3    | 3    |
| 木村山   | 3    | 0    | 旭天鵬 | 1    | 2    | 豪栄道   | 1    | 0    | 光龍     | 0    | 1    |
| 黒海     | 3    | 2    | 琴欧洲 | 2    | 2    | 琴春日   | 1    | 2    | 琴奨菊   | 1    | 2    |
| 琴光喜   | 0    | 1    | 霜鳳   | 2    | 2    | 翔天狼   | 1    | 1    | 蒼国来   | 1    | 0    |
| 高見盛   | 4    | 0    | 豪風   | 1    | 3    | 玉春日   | 1    | 0    | 玉乃島   | 1    | 2    |
| 玉鷲     | 1    | 0    | 出島   | 1    | 0    | 德瀬川   | 2    | 1    | 土佐豊   | 4    | 0    |
| 栃煌山   | 2    | 2    | 栃ノ心 | 1    | 5    | 栃乃洋   | 0    | 1    | 豊響     | 2    | 1    |
| 白鵬     | 0    | 1    | 白露山 | 0    | 1    | 把瑠都   | 0    | 1    | 日馬富士 | 1    | 1    |
| 豊真将   | 1    | 1    | 北勝力 | 1    | 0    | 雅山     | 1    | 0    | 猛虎浪   | 2    | 1    |
| 嘉風     | 0    | 2    | 若荒雄 | 0    | 1    | 若の里   | 1    | 4    |          |      |      |